# セゲド
セゲド（ハンガリー語:Szeged、ブルガリア語：Сегет、クロアチア語：Segedin、ドイツ語：Szegedin/Segedin、ラテン語：Partiscum、ルーマニア語：Seghedin、セルビア語：Сегедин, Segedin、スロバキア語：Segedín、トルコ語：Segedin）は、ハンガリー南部に位置する都市。2014年当時の人口は約162,000人。ハンガリー大平原南部最大の都市で、チョングラード県の県都に定められている。
町の名前はハンガリー語で「突起」「突出物」を意味する「セグ（szeg）」に由来し、ティサ川の屈曲部に建つことからこの名がついたと考えられている。

## 地理
セゲドはティサ川とマロシュ川の合流地点右岸の沖積面に建つ。ハンガリーの首都ブダペストから南東におよそ160km離れた場所に位置し、セルビアとの国境にも近い。町ではティサ川の氾濫によってもたらされた柔らかい土壌と日照時間が長い気候を利用してのパプリカの栽培と加工産業が行われている。
セゲドは温泉地としても知られ、地下から湧き出す鉱泉は地元の人間に利用されている。

## 歴史
セゲドは古代からティサ川の渡河地となっていた。人類の居住は石器時代にさかのぼり、紀元前7世紀から8世紀にはイリュリア人が住み、その後ケルト人が居住した。その後ローマ帝国の支配下に入り、5世紀にはフン族の侵入を受ける。
イシュトヴァーン1世の治世にセゲドは国王直轄地となり、13世紀に都市特権を付与される。ハンガリー王国の成立後にセゲドは塩の集積地となり、ティサ川の水運を利用してトランシルヴァニアから出荷される塩の積卸、交易の中継地として繁栄した。アンドラーシュ2世の治世の1222年に発行された「金色憲章」には、塩の貯蔵と出荷の中心地としてセゲドの名前が現れている。船大工、網、袋など塩の運搬に関係する産業が発展する一方、漁業、農業、牧畜も営まれ、ティサ川から得た水産資源や馬などの家畜の取引によって町は利益を得ていた。マーチャーシュ1世はセゲドで議会を開催し、1498年に町は王国自由都市の地位を認められた。
1543年から1686年までセゲドはオスマン帝国の支配下に置かれていたが、地域の中心都市の地位を保ち続ける。オスマン帝国の統治下では保護貿易制度の恩恵を受け、1719年に自由市に定められる。1848年から1849年にかけてのハンガリー独立運動ではセゲドに臨時政府が設置された。
19世紀に入ってセゲドでは周辺地域での植林、幹線道路の整備、公共施設の建設が進められ、1854年には鉄道が開通する。1879年3月に発生したティサ川の大洪水で5,000戸以上の家屋が消失し、151人が落命した。周辺国の援助を受けて町は3年の間に復興し、ティサ川の治水事業が急速に進められた。
第一次世界大戦後、1918年末から1921年8月までフランス軍、セルビア軍の占領下に置かれる。のちホルティ・ミクローシュら反革命派の拠点となり、1930年代には人民主義運動、1944年から1945年には反ドイツ解放運動の基地となった。第二次世界大戦後には、ソ連軍が町に駐屯した。

## 経済
セゲドは農業地帯の中心地であり、野菜や果物などの農産物の集積地となっている。第二次世界大戦後に軽工業が発達し、パプリカの加工、缶詰、食肉加工、醸造などの食品工業、繊維工業、機械工業が盛んである。セゲドはハンガリーで初めてサラミが作られた町でもあり、ハンガリーを代表する食肉加工会社であるピック社はセゲドに本社を置いている。

## 建築物
セーチェーニ広場が町の中心となっており、セーチェーニ広場から誓約教会前のドーム広場を結ぶ道路の間に観光名所が点在する。
誓約教会はセゲドを代表する建物に挙げられ、中に置かれているオルガンはヨーロッパで2番目に大きい。ドーム広場の裏側にはセルビア正教会の教会が建ち、教会にはイコンが収蔵されている。誓約教会前の広場周辺の回廊には20世紀のハンガリーの彫刻家によって制作されたハンガリー史上の偉人の彫刻やレリーフが展示されている。

## 文化
青年芸術大学の学生の提案によって1933年から誓約教会前の広場で野外フェスティバルが開かれており、第二次世界大戦期の中断を経て、フェスティバルは続けられている。夏季にフェスティバルは開催され、国内外の劇団によって演劇、オペラ、民族舞踏が上演されている。

## 教育
セゲドは大学都市としても知られており、大学のほかに教育機関、文化施設も整備されている。
大聖堂とその広場を囲むようにして校舎の立ち並ぶセゲド大学は1872年にフランツ・ヨーゼフ1世により創立され、1937年にノーベル生理学・医学賞を受賞したセント＝ジェルジ・アルベルトが学長を務めた。コロシュヴァール大学は1920年代の占領期に設立された医療教育病院を前身とする。
セーチェーニ広場の東の教育文化会館には19世紀後半から20世紀前半にかけて活躍したハンガリーの芸術家の作品が展示されているほか、セゲド出身の作家モーラ・フェレンツの博物館も併設されている。

## 交通
セゲドはブダペスト、ケチケメートと鉄道、長距離バスで結ばれている。
- セゲド市電

## セゲド出身の人物
- ノヴァーク・カタリン - ハンガリー大統領
- アドリアン・アヌシュ - ハンマー投げ選手
- ゴルトツィーエル・イグナーツ
- ヴィルモス・スィグモンド - 映画監督
- バラージュ・ベーラ - 映画評論家、美学者、作家、詩人
- チャバ・コロシ - 外交官、第77代国際連合総会議長[6]

## 姉妹都市
| - ケンブリッジ, イギリス - ダルムシュタット, ドイツ - ニース, フランス - オデッサ, ウクライナ - ラーヒフ, ウクライナ - パルマ, イタリア - リエージュ, ベルギー - コトル, モンテネグロ - ロッテルダム, オランダ - トゥルグ・ムレシュ, ルーマニア | - スボティツァ, セルビア - ティミショアラ, ルーマニア - トリード, アメリカ合衆国 - トゥルク, フィンランド - ウッチ, ポーランド - 渭南, 中国 - ラルナカ, キプロス - プーラ, クロアチア - エルサレム, イスラエル |

## ギャラリー
- ティサ川
- ドーム
- ドーム（夜）